# Persone di nome Günther
| Questa pagina contiene informazioni ricavate automaticamente dalle voci biografiche con l'ausilio del template Bio e di un bot. L'aggiornamento è periodico e automatico e ricostruisce completamente la pagina. Se manca una persona in questa lista, sei pregato di non aggiungerla, ma accertati piuttosto che la sua voce biografica contenga il template Bio e che i dati anagrafici siano correttamente compilati. Se il template Bio manca, inseriscilo tu stesso o, in alternativa, metti l'avviso {{tmp\|Bio}} che ne segnala la mancanza. Se i dati riportati sono sbagliati, correggi direttamente la voce biografica; le modifiche saranno visibili in questa lista entro pochi giorni. Per chiarimenti vedi il progetto antroponimi. La lista contiene solo le 87 persone che sono citate nell'enciclopedia e per le quali è stato implementato correttamente il template Bio. Pagina aggiornata al 16 ott 2024. |

Questa è una lista di persone presenti nell'enciclopedia che hanno il prenome Günther, suddivise per attività principale.

## Allenatori di calcio(2)
- Günther Glomb, allenatore di calcio e calciatore tedesco (Bad Sauerbrunn, n. 1930 - Bad Sauerbrunn, † 2015)
- Günther Neukirchner, allenatore di calcio, ex calciatore e ex giocatore di calcio a 5 austriaco (Grambach, n. 1971)

## Allenatori di hockey su ghiaccio(1)
- Günther Hell, allenatore di hockey su ghiaccio e ex hockeista su ghiaccio italiano (Bolzano, n. 1978)

## Alpinisti(2)
- Günther Messner, alpinista e esploratore italiano (Bressanone, n. 1946 - Nanga Parbat, † 1970)
- Günther von Saar, alpinista, medico e insegnante austriaco (Laibach, n. 1878 - Innsbruck, † 1918)

## Ammiragli(1)
- Günther von Krosigk, ammiraglio tedesco (Treptow an der Rega, n. 1860 - Brumby, † 1938)

## Architetti(1)
- Günther Domenig, architetto austriaco (Klagenfurt, n. 1934 - Graz, † 2012)

## Attori(6)
- Günther Haack, attore tedesco (Berlino, n. 1929 - Halle, † 1965)
- Günther Heller, attore e sceneggiatore tedesco
- Günther Schramm, attore, doppiatore e conduttore televisivo tedesco (Potsdam, n. 1929)
- Günther Simon, attore tedesco (Berlino, n. 1925 - Berlino Est, † 1972)
- Günther Stoll, attore tedesco (Duisburg, n. 1924 - Gelsenkirchen, † 1977)
- Günther Ungeheuer, attore e doppiatore tedesco (Colonia, n. 1925 - Bonn, † 1989)

## Aviatori(1)
- Günther Rall, aviatore e generale tedesco (Gaggenau, n. 1918 - Bad Reichenhall, † 2009)

## Biatleti(1)
- Günther Beck, ex biatleta austriaco (Innsbruck, n. 1976)

## Biblisti(1)
- Günther Bornkamm, biblista e teologo tedesco (Görlitz, n. 1905 - Heidelberg, † 1990)

## Bobbisti(2)
- Günther Eger, bobbista tedesco (Tegernsee, n. 1964)
- Günther Neuberger, ex bobbista tedesco (Geislingen an der Steige, n. 1954)

## Calciatori(5)
- Günter Friesenbichler, ex calciatore austriaco (Weiz, n. 1979)
- Günther Happich, calciatore austriaco (n. 1952 - † 1995)
- Günther Herrmann, calciatore tedesco (Treviri, n. 1939 - † 2023)
- Günther Schäfer, ex calciatore tedesco (Waiblingen, n. 1962)
- Günther Wirth, calciatore tedesco orientale (Dresda, n. 1933 - † 2020)

## Canoisti(1)
- Günther Pfaff, canoista austriaco (Steyr, n. 1939 - Garsten, † 2020)

## Combinatisti nordici(1)
- Günther Csar, ex combinatista nordico austriaco (Zell am Ziller, n. 1966)

## Compositori(1)
- Günther Fischer, compositore, direttore d'orchestra e sassofonista tedesco (Teplitz-Schönau, n. 1944)

## Conduttori televisivi(1)
- Günther Jauch, conduttore televisivo, giornalista e produttore televisivo tedesco (Münster, n. 1956)

## Direttori d'orchestra(1)
- Günther Herbig, direttore d'orchestra tedesco (Ústí nad Labem, n. 1931)

## Direttori della fotografia(2)
- Günther Krampf, direttore della fotografia austriaco (Vienna, n. 1899 - Londra, † 1950)
- Günther Rittau, direttore della fotografia e regista tedesco (Chorzów, n. 1893 - Monaco di Baviera, † 1971)

## Dirigenti d'azienda(1)
- Günther Steiner, manager e ingegnere italiano (Merano, n. 1965)

## Egittologi(1)
- Günther Dreyer, egittologo tedesco (Cappeln, n. 1943 - Valencia, † 2019)

## Filologi(1)
- Günther Jachmann, filologo classico tedesco (Gumbinnen, n. 1887 - Colonia, † 1979)

## Filosofi(1)
- Günther Anders, filosofo e scrittore tedesco (Breslavia, n. 1902 - Vienna, † 1992)

## Fisici(2)
- Günther Dissertori, fisico italiano (Merano, n. 1969)
- Günther Leibfried, fisico tedesco (Fraulautern, n. 1915 - Aquisgrana, † 1977)

## Generali(9)
- Günther Angern, generale tedesco (Kołobrzeg, n. 1893 - Stalingrado, † 1943)
- Günther Blumentritt, generale tedesco (Monaco di Baviera, n. 1892 - Monaco di Baviera, † 1967)
- Günther Hoffmann-Schönborn, generale tedesco (Poznań, n. 1905 - Bad Kreuznach, † 1970)
- Günther von Kluge, generale tedesco (Poznań, n. 1882 - Valmy, † 1944)
- Günther Korten, generale tedesco (Colonia, n. 1898 - Rastenburg, † 1944)
- Günther Krappe, generale tedesco (Żółte, n. 1893 - Altena, † 1981)
- Günther Meinhold, generale tedesco (Dąbie, n. 1889 - Gottinga, † 1979)
- Günther Rohr, generale tedesco (Tarnowitz, n. 1893 - Düsseldorf, † 1966)
- Günther Viezenz, generale tedesco (Göhlenau, n. 1921 - Colonia, † 1999)

## Giuristi(1)
- Günther Jakobs, giurista e filosofo tedesco (Mönchengladbach, n. 1937)

## Hockeisti su prato(1)
- Günther Brennecke, hockeista su prato tedesco (Goslar, n. 1927 - Goslar, † 2014)

## Imprenditori(1)
- Günther Quandt, imprenditore tedesco (Pritzwalk, n. 1881 - Il Cairo, † 1954)

## Ingegneri(1)
- Günther Ziehl, ingegnere e imprenditore tedesco (Weißensee, n. 1913 - † 2002)

## Lottatori(1)
- Günther Maritschnigg, lottatore tedesco (Bochum, n. 1933 - Witten, † 2013)

## Militari(6)
- Günther Burstyn, militare austro-ungarico (Bad Aussee, n. 1879 - Korneuburg, † 1945)
- Günther Gumprich, militare tedesco (Stoccarda, n. 1900 - Mar Giallo, † 1943)
- Günther Herrmann, militare tedesco (Minden, n. 1908 - Colonia, † 2004)
- Günther Prien, ufficiale tedesco (Osterfeld, n. 1908 - Oceano Atlantico, † 1941)
- Günther XLI di Schwarzburg-Arnstadt, militare e diplomatico tedesco (Sondershausen, n. 1529 - Anversa, † 1583)
- Günther Schwägermann, militare tedesco (Uelzen, n. 1915)

## Nobili(2)
- Günther di Merseburgo, nobile tedesco (Naumburg, n. 949 - Capo Colonna, † 982)
- Günther von Wüllersleben, nobile tedesco (Acri, † 1252)

## Organisti(1)
- Günther Ramin, organista, direttore d'orchestra e compositore tedesco (Karlsruhe, n. 1898 - Lipsia, † 1956)

## Pallamanisti(1)
- Günther Ortmann, pallamanista tedesco (Lubań, n. 1916 - † 2002)

## Pattinatori artistici su ghiaccio(1)
- Günther Noack, pattinatore artistico su ghiaccio tedesco (Budapest, n. 1912 - Biberach an der Riß, † 1991)

## Pistard(1)
- Günther Schumacher, ex pistard tedesco (Rostock, n. 1949)

## Pittori(1)
- Günther Förg, pittore, scultore e fotografo tedesco (Füssen, n. 1952 - Friburgo in Brisgovia, † 2013)

## Politici(4)
- Günther Beckstein, politico tedesco (Hersbruck, n. 1943)
- Günther Maleuda, politico tedesco (Alt Beelitz, n. 1931 - Bernau bei Berlin, † 2012)
- Günther Oettinger, politico tedesco (Stoccarda, n. 1953)
- Günther Platter, politico austriaco (Zams, n. 1954)

## Principi(5)
- Günther di Schwarzburg, principe (Rudolstadt, n. 1852 - Sondershausen, † 1925)
- Sizzo di Schwarzburg, principe tedesco (Rudolstadt, n. 1860 - Großharthau, † 1926)
- Günther Federico Carlo I di Schwarzburg-Sondershausen, principe (Sondershausen, n. 1760 - Sondershausen, † 1837)
- Günther Federico Carlo II di Schwarzburg-Sondershausen, principe (Sondershausen, n. 1801 - Sondershausen, † 1889)
- Günther XLIII di Schwarzburg-Sondershausen, principe (n. 1678 - † 1740)

## Pugili(1)
- Günther Heidemann, pugile tedesco (Berlino, n. 1932 - † 2010)

## Saltatori con gli sci(1)
- Günther Stranner, ex saltatore con gli sci austriaco (Gmünd in Kärnten, n. 1967)

## Scenografi(1)
- Günther Schneider-Siemssen, scenografo tedesco (Augusta, n. 1926 - Vienna, † 2015)

## Sciatori alpini(5)
- Günther Fracaro, ex sciatore alpino austriaco (n. 1963)
- Günther Mader, ex sciatore alpino austriaco (Matrei am Brenner, n. 1964)
- Günther Marxer, ex sciatore alpino liechtensteinese (Eschen, n. 1964)
- Günther Mast, ex sciatore alpino tedesco (n. 1971)
- Günther Schwaiger, ex sciatore alpino austriaco

## Scrittori(1)
- Günther Weisenborn, scrittore tedesco (Velbert, n. 1902 - † 1969)

## Slittinisti(2)
- Günther Huber, ex slittinista e ex bobbista italiano (Brunico, n. 1965)
- Günther Lemmerer, ex slittinista austriaco (Graz, n. 1952)

## Sovrani(1)
- Günther XXI di Schwarzburg, sovrano tedesco (Greifenstein, n. 1304 - Francoforte sul Meno, † 1349)

## Tuffatori(1)
- Günther Haase, ex tuffatore tedesco (Amburgo, n. 1925)

## Velocisti(1)
- Günther Steines, velocista e mezzofondista tedesco (Treviri, n. 1928 - Bad Neuenahr-Ahrweiler, † 1982)

## Senza attività specificata(1)
- Günther XL di Schwarzburg, conte tedesco (Sondershausen, n. 1499 - Gehren, † 1552)